# Zamek joannitów w Łagowie
Zamek joannitów – znajduje się we wsi Łagów, w województwie lubuskim, na przesmyku między jeziorami: Łagowskim i Ciecz.

## Historia
Został wzniesiony w XIV stuleciu w stylu gotyckim przez joannitów następnie był rozbudowywany w XVI-XVIII stuleciu. Do 1810 roku był siedzibą ich komandorii. W XIX stuleciu należał do prywatnego właściciela. W latach 1964–1970 budowla została wyremontowana.

## Architektura
Zbudowany na planie czworokąta, posiada narożną 35-metrową wieżę o podstawie kwadratowej (stołp). Zachowały się mury obwodowe w stylu gotyckim. Wewnątrz zachowała się sala z gotyckim sklepieniem, podpartym przez jeden filar i sala rycerska z barokowym kominkiem z 1740. W zamku mieści się hotel.

## Galeria

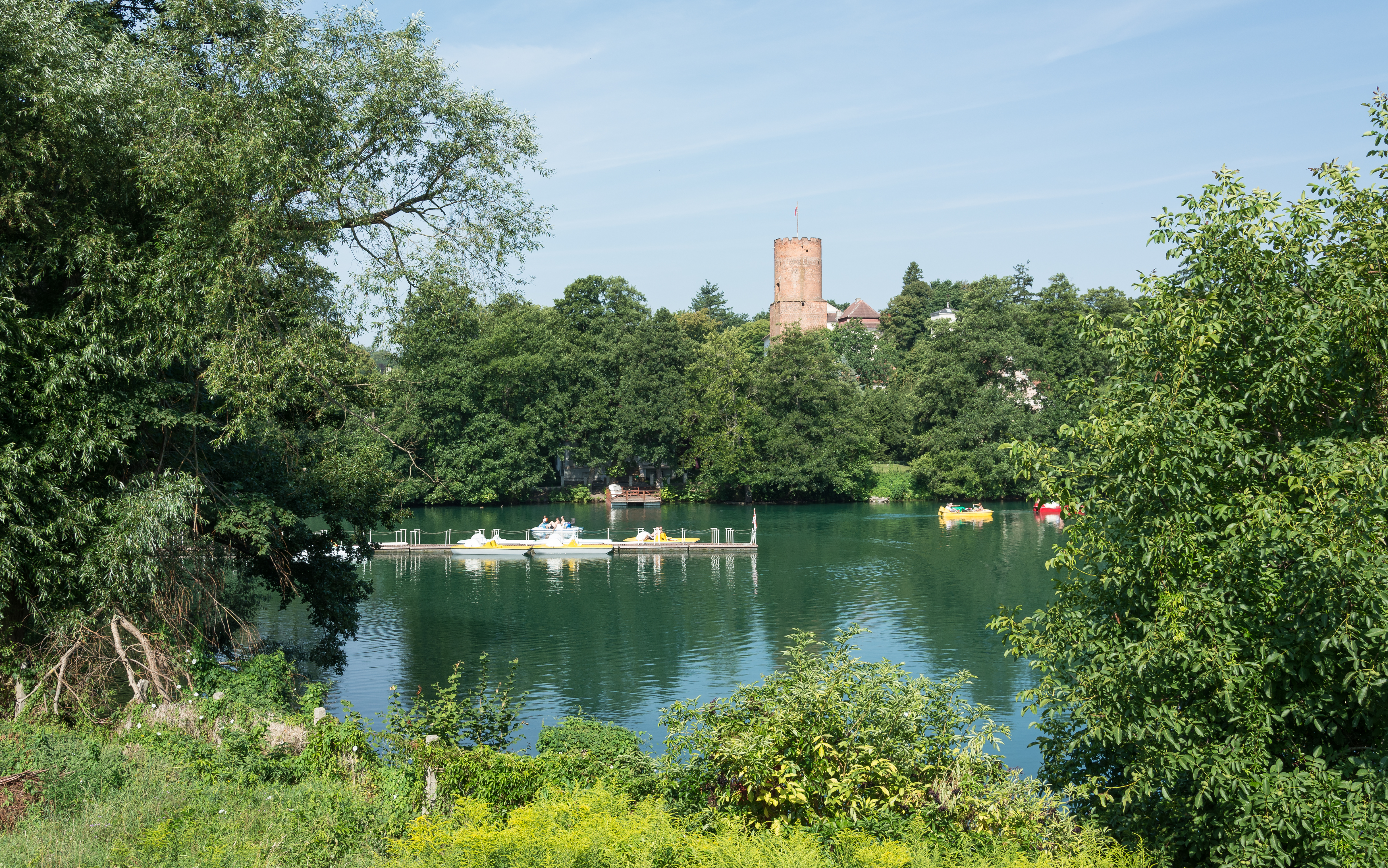
Jezioro Ciecz, w tle zamek
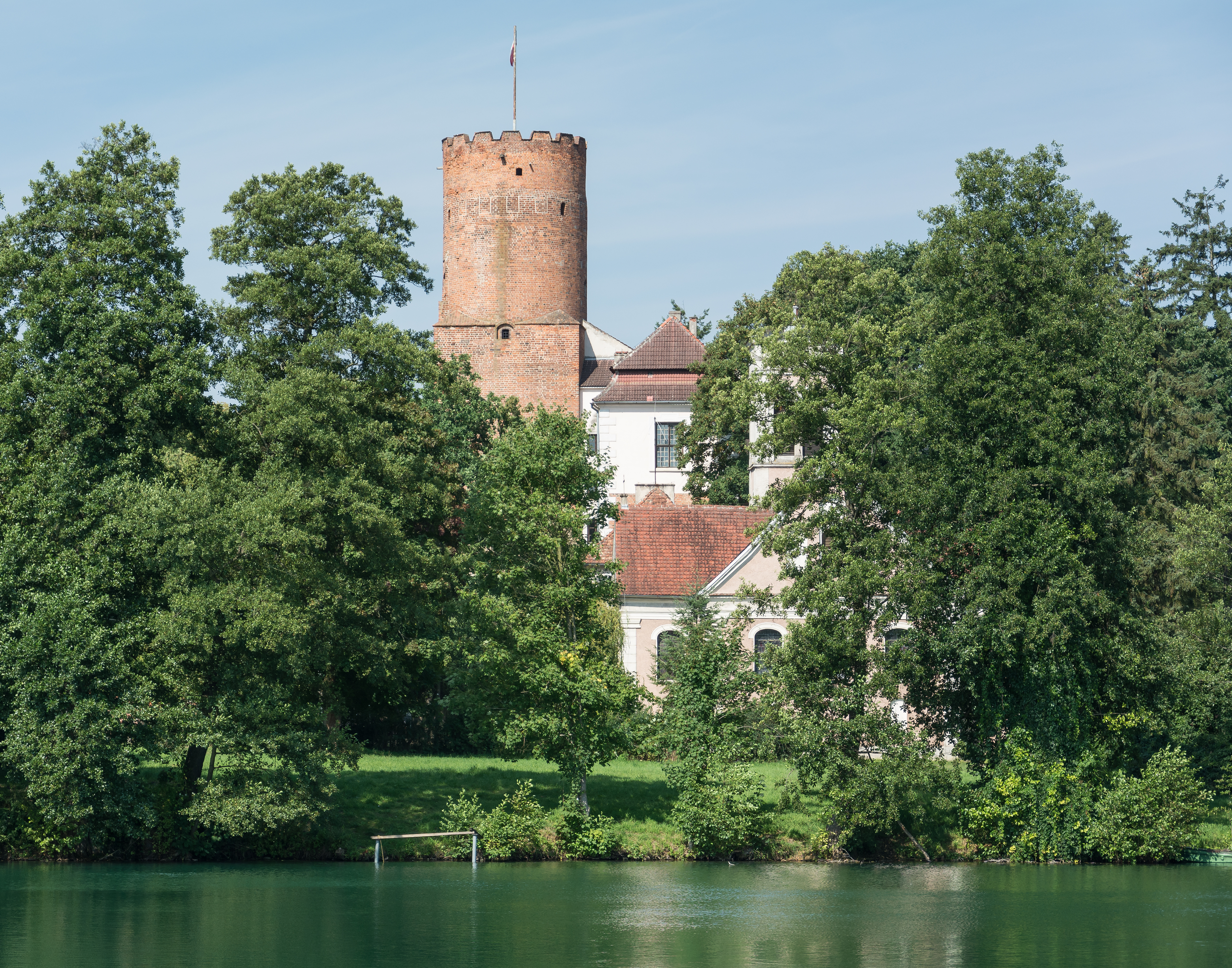
Zamek od północnego wschodu
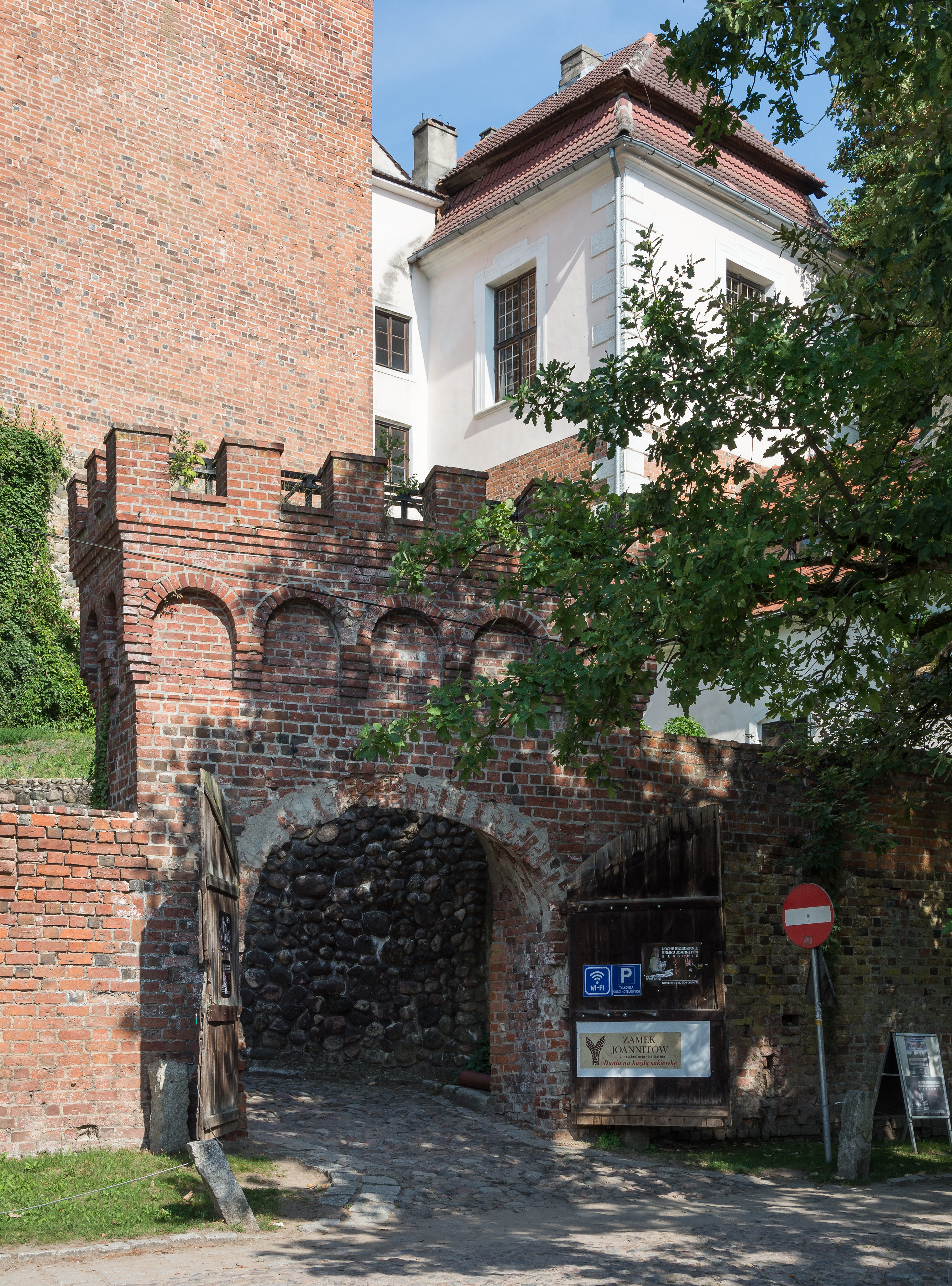
Brama
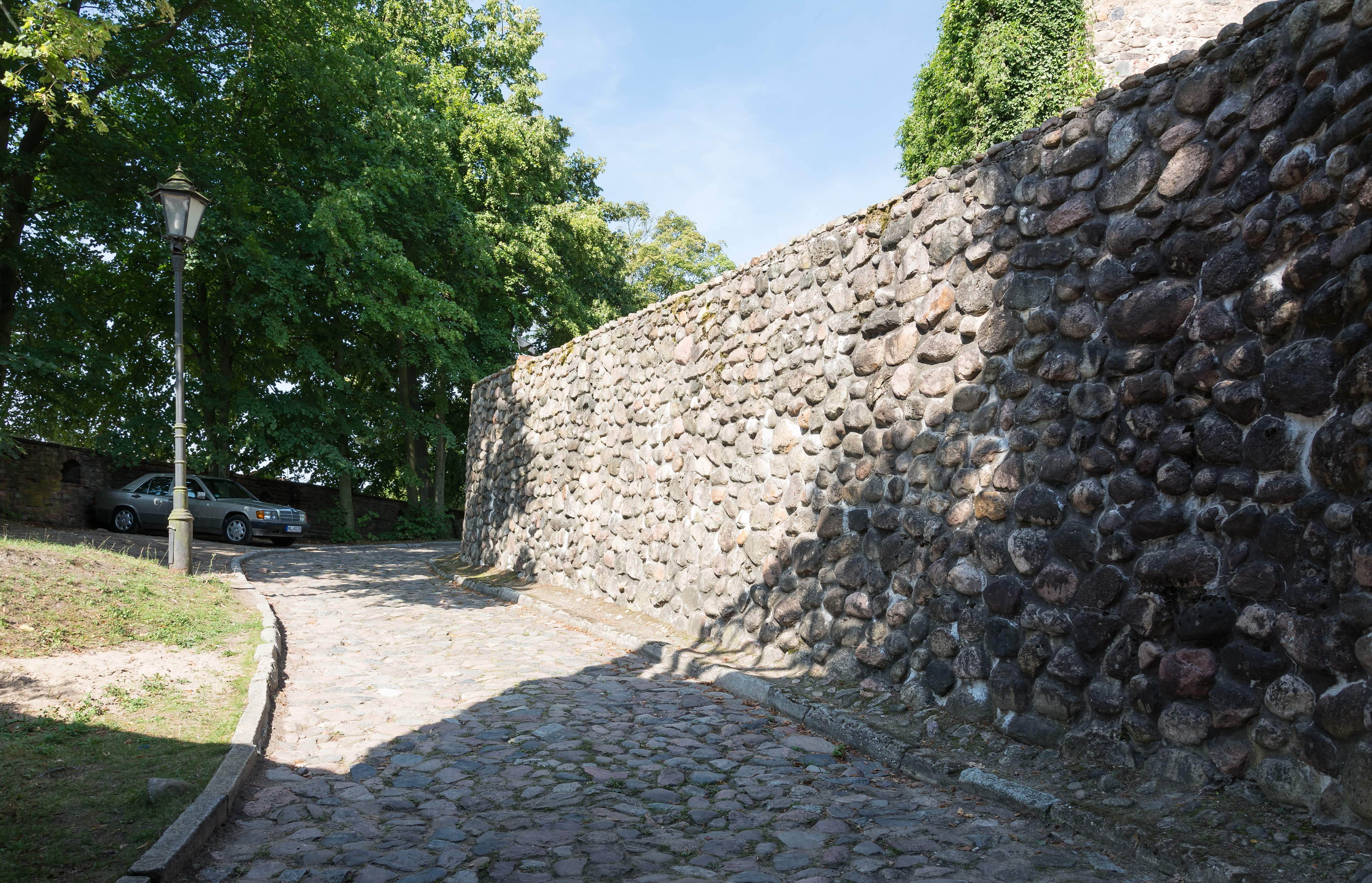
Mur obronny
- Zamek od zewnątrz (film)
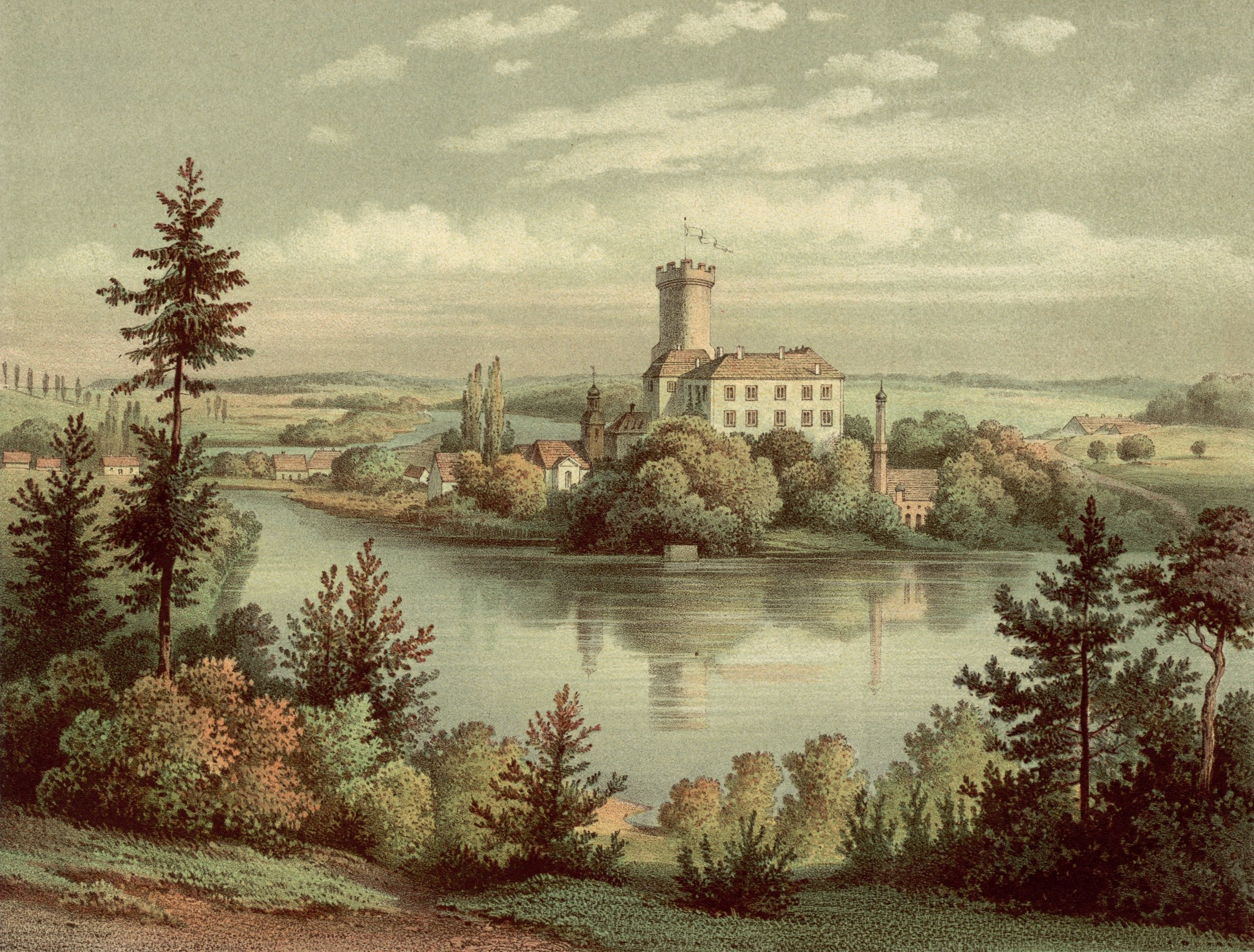
Zamek na litografii z 1863 r.